# Baumaux
Graines Baumaux est un grainetier, entreprise de vente à distance de graines installée à Mazirot dans les Vosges.
Elle est dirigée par Philippe Baumaux.

## Activités
Semences,plans en pot, pommes de terre, condimentaires, bulbes potager, bulbes à fleur, fraisiers, plantes vivaces, arbustes, engrais, traitements et outillage.

## Histoire de l'entreprise Baumaux
L'entreprise Baumaux a été créée en 1943 à Nancy. Le fondateur, M. Baumaux, tenait un magasin de graines : une graineterie. L'entreprise a suivi l'évolution des modes de consommation en lançant la vente par correspondance sur catalogue, puis dans internet. Elle propose aujourd'hui l'un des plus riches catalogues français de graines et plants, un blog de conseils en jardinage pour jardiniers amateurs.
Elle a été en procès contre l'association Kokopelli, à qui elle reprochait sa concurrence déloyale  car celle-ci vendait des semences n'étant pas inscrites au Catalogue officiel des espèces et variétés.
La Cour de justice de l'Union européenne a tranché en sa faveur en 2012. L'association Kokopelli a fait appel de ce jugement et le 26 septembre 2014, la Cour d'Appel de Nancy a condamné chacune des parties à payer à l'autre 5000€ de dommages-intérêts pour "actes de concurrence déloyale par dénigrement".
L'entreprise Baumaux cultive des plants potagers et floraux greffés commercialisés sous la marque « Bomottes ». Le catalogue compte 115 plants en 2016. Baumaux propose un des catalogues les plus fournis du marché français, avec notamment plus de 500 variétés de tomates.